# Un Noël magique
Un Noël magique (Magic Stocking) est un téléfilm de Noël américain réalisé par David Winning.

## Fiche technique
- Titre original : Magic Stocking
- Réalisation : David Winning
- Scénario :
- Durée :
- Pays :  États-Unis
- Date : 2015

## Distribution
- Victor Webster (VF : Boris Rehlinger) : Scott Terrell
- Beckham Crawford : Jake
- Bridget Regan (VF : Anne Massoteau) : Lindsey Monroe
- Fred Henderson : Fred
- Imogen Tear : Hannah Monroe
- Iris Quinn : Donna
- Jilena Cori : Sarah
- Nhi Do (VF : Cathy Boquet) : Jenny